# 4-idrossichinolina 3-monoossigenasi
La 4-idrossichinolina 3-monoossigenasi è un enzima appartenente alla classe delle ossidoreduttasi, che catalizza la seguente reazione:
chinolin-4-olo + NADH + H+ + O2 ⇄ chinolin-3,4-diolo + NAD+ + H2O
Il chinolin-4-olo esiste in gran quantità come il tautomero chinolin-4(1H)-one.